# Davidiella cinnamomi
Davidiella cinnamomi es un insecto hemíptero de la familia Aleyrodidae, subfamilia Aleyrodinae.
Davidiella cinnamomi fue descrita científicamente por primera vez por Dubey & Sundararaj en 2005.